# The Dick Powell Show
The Dick Powell Show  è una serie televisiva statunitense in 60 episodi trasmessi per la prima volta nel corso di 2 stagioni dal 1961 al 1963. È conosciuta anche con il titolo The Dick Powell Theatre.

## Descrizione
È una serie televisiva di tipo antologico in cui ogni episodio rappresenta una storia a sé. Gli episodi sono storie di generi vari, dalla commedia al drammatico, e vengono presentati da Dick Powell. Dopo la morte di questi, nel gennaio del 1963, ad alternarsi alla presentazione degli episodi furono Gregory Peck, Robert Mitchum, Frank Sinatra, Glenn Ford, Charles Boyer, Jackie Cooper, Rock Hudson, Milton Berle, Jack Lemmon, Dean Martin, Robert Taylor, Steve McQueen, David Niven, Danny Thomas, Robert Wagner e John Wayne.

## Produzione
La serie fu prodotta da Four Star Productions Blake Edwards scrisse e diresse una serie di episodi tra cui due con Robert Vaughn. Diversi episodi furono ritrasmessi come pilot di altre potenziali serie televisive. Tra questi un tentativo non finalizzato di ricreare una nuova serie di The Westerner ambientata nell'epoca contemporanea, con Lee Marvin nel ruolo che fu di Brian Keith. Il tema della serie, More Than Love, e la maggior parte delle composizioni musicali della serie, furono opera di Herschel Burke Gilbert.

### Registi
Tra i registi della serie sono accreditati:
- Marc Daniels (9 episodi, 1961-1963)
- David Friedkin (4 episodi, 1961-1962)
- Don Medford (4 episodi, 1962-1963)
- Don Taylor (4 episodi, 1962-1963)
- Buzz Kulik (4 episodi, 1962)
- Robert Ellis Miller (3 episodi, 1961-1962)
- Ralph Nelson (3 episodi, 1961)
- Bernard L. Kowalski (3 episodi, 1963)
- Walter Doniger (2 episodi, 1962-1963)
- Sam Peckinpah (2 episodi, 1962-1963)
- Lewis Allen (2 episodi, 1962)
- Harry Keller (2 episodi, 1962)

## Distribuzione
La serie fu trasmessa negli Stati Uniti dal 1961 al 1963 sulla rete televisiva NBC.
Alcune delle uscite internazionali sono state:
- negli Stati Uniti il 26 settembre 1961 (The Dick Powell Show)
- in Germania Ovest il 18 aprile 1963 (Heute Abend, Dick Powell)
- in Finlandia (Dick Powell esittää)
- in Venezuela (El show de Dick Powell)

## Episodi
| Stagione         | Episodi | Prima TV originale |
| ---------------- | ------- | ------------------ |
| Prima stagione   | 30      | 1961-1962          |
| Seconda stagione | 30      | 1962-1963          |